# Xã Jefferson, Quận Desha, Arkansas
Xã Jefferson (tiếng Anh: Jefferson Township) là một xã thuộc quận Desha, tiểu bang Arkansas, Hoa Kỳ. Năm 2010, dân số của xã này là 239 người.